# Stadtkirche Naunhof

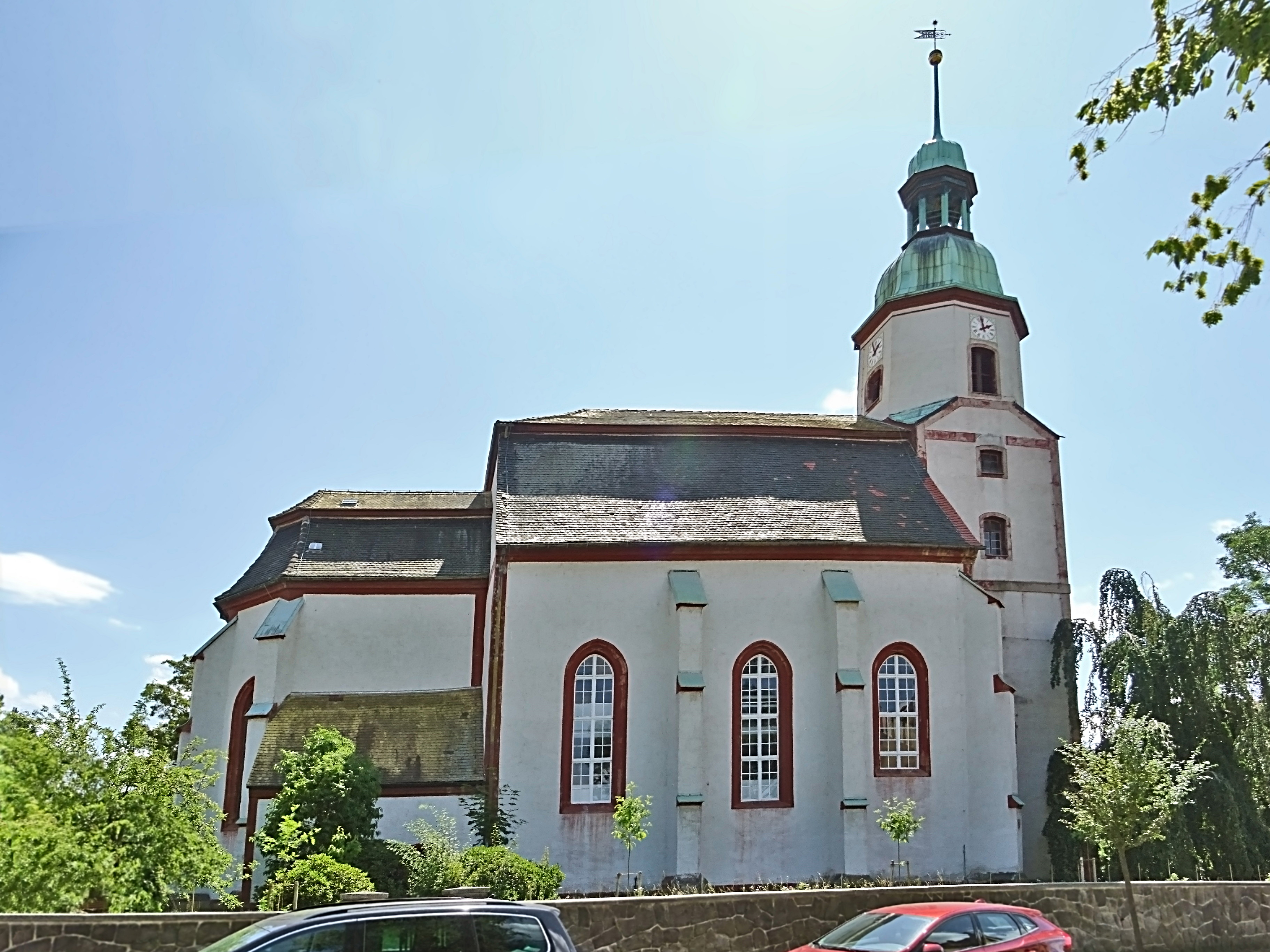
Stadtkirche Naunhof von Norden

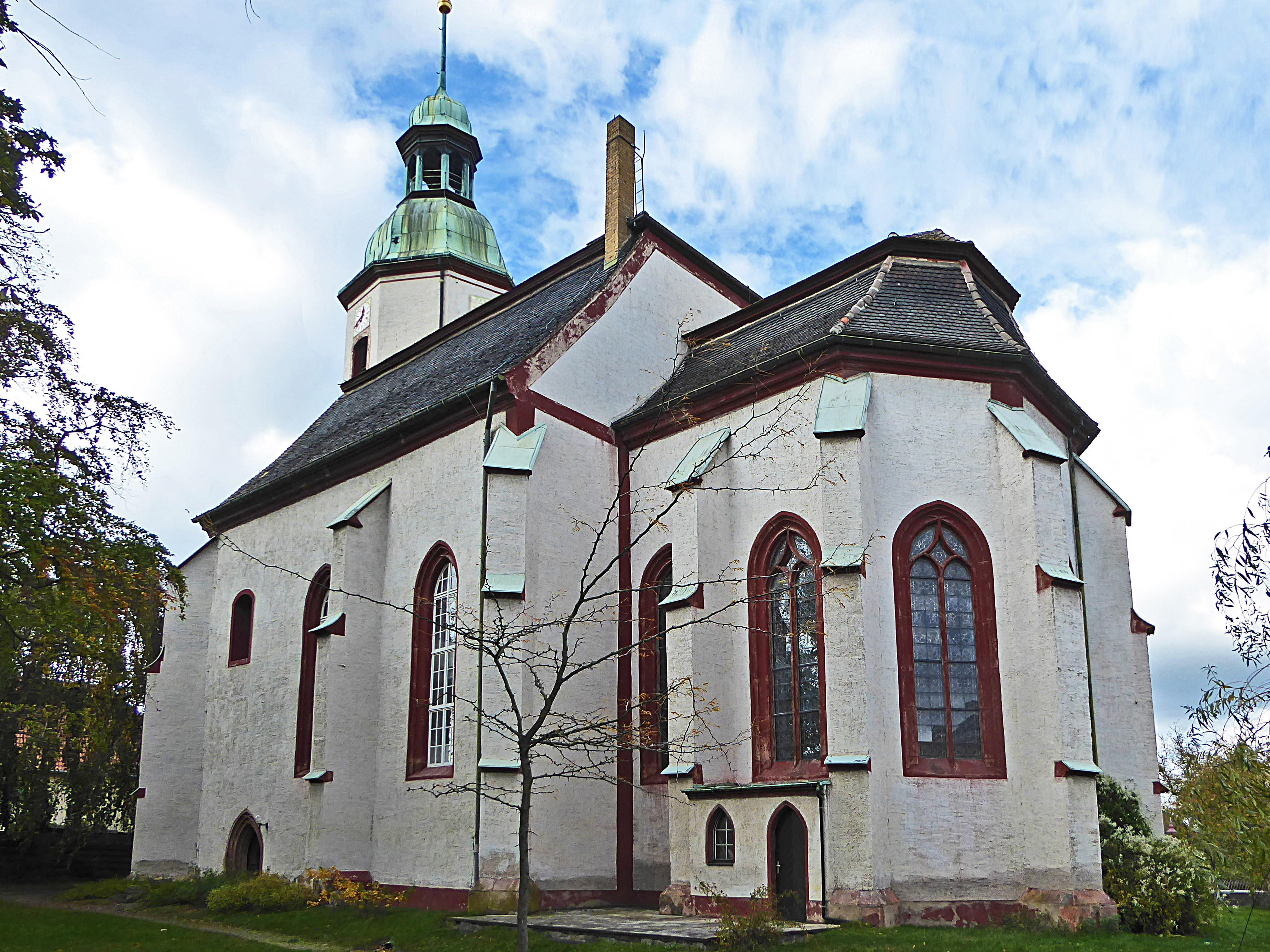
Ansicht von Südost

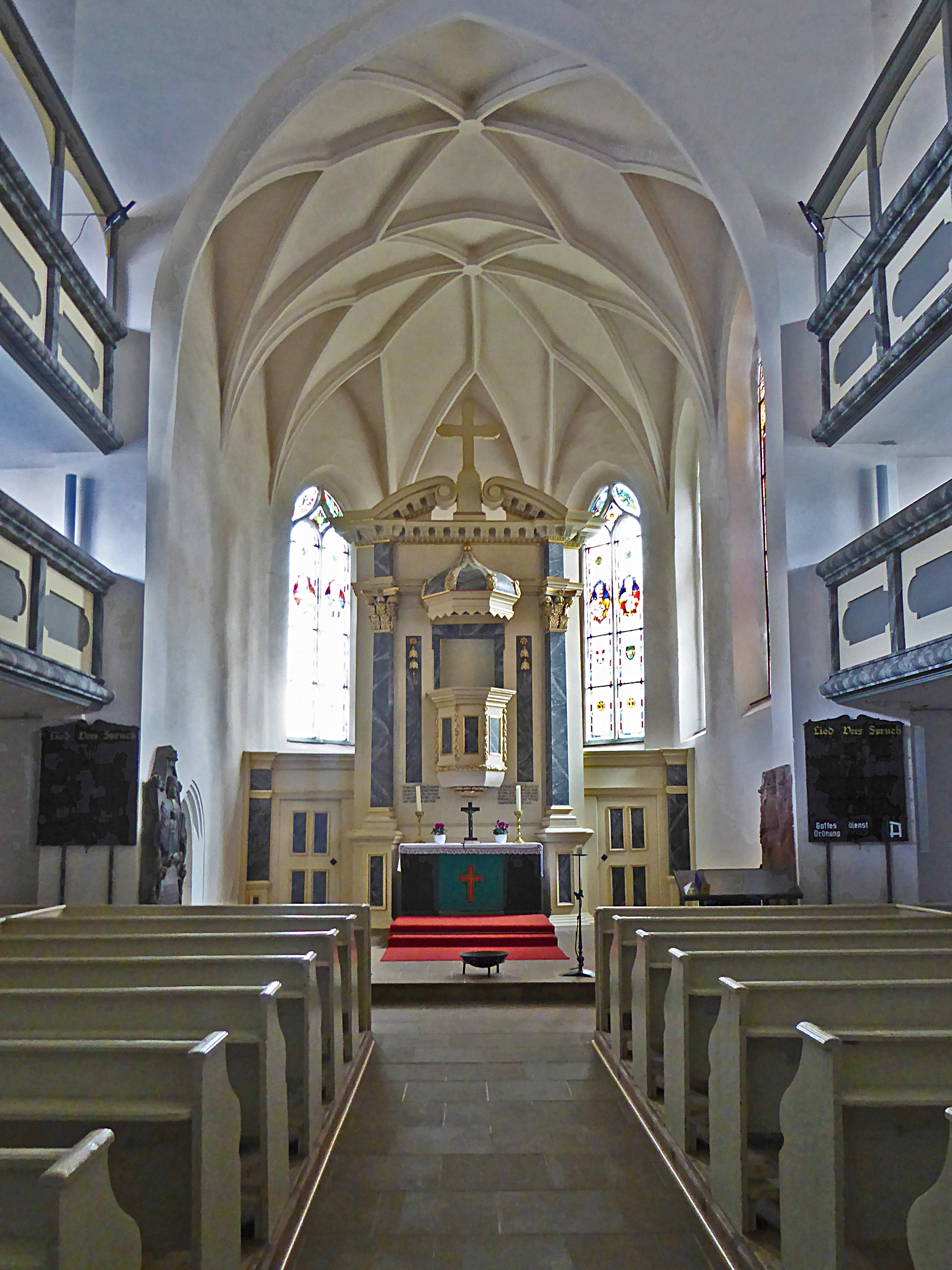
Blick zum Kanzelaltar

Die Stadtkirche Naunhof ist das evangelische Kirchengebäude in Naunhof bei Leipzig im Landkreis Leipzig. Das Gotteshaus gehört zur Evangelisch-Lutherischen Landeskirche Sachsens.

## Geschichte
Das Erbauungsjahr der Stadtkirche zu Naunhof bei Leipzig konnte bisher weder durch einen urkundlichen Nachweis, noch durch archäologische Befunde genau festgestellt werden. Heute kann aber als sicher gelten, dass die Kirche viel älter ist, als bisher angenommen wurde. Für einen Stein, der aus der südlichen Friedhofsmauer geborgen werden konnte und der wahrscheinlich als Säulenkapitell in einem Turmfenster gedient hat, verweisen die Fachleute auf Parallelen aus dem Ende des ersten Jahrtausends. Aus diesem ersten Kirchenbau ist z. B. das Unterteil des Turmes erhalten geblieben.
Das heutige Kirchenschiff samt Altarraum ist vermutlich (nach dem Abbruch älterer Bauteile) um 1500 erbaut worden. 1581 wurde das Denkmal für Georg Rudolf von Ponickau in der Kirche aufgestellt. Am 31. Dezember 1716 ist die Naunhofer Kirche niedergebrannt und hat dabei alle hölzernen Ausstattungsgegenstände sowie das Gewölbe des Kirchenschiffes eingebüßt. Bis 1719 konnte das Kirchendach mit neuer Kassettendecke wieder aufgebaut werden. 1724 erfolgte die Einrichtung des Kirchenraumes im barocken Stil durch den Einbau der Emporen und die Fertigstellung des Kanzelaltars; die malerische Gestaltung jener Zeit wurde seit 1995 restauriert. 1733 hat man das Denkmal für Pfarrer Johann Georg Schöne in der Kirche aufgestellt. Um 1810 entstand der hölzerne Taufstein, der 1996 restauriert worden ist. In den Jahren 1896 bis 1901 wurden die Bleiglasfenster im Altarraum geschaffen und eingebaut, die 1994 restauriert worden sind. 1996 erhielt die Kirche eine Ausmalung entsprechend barockem Stil von 1724.

## Musik in der Kirche

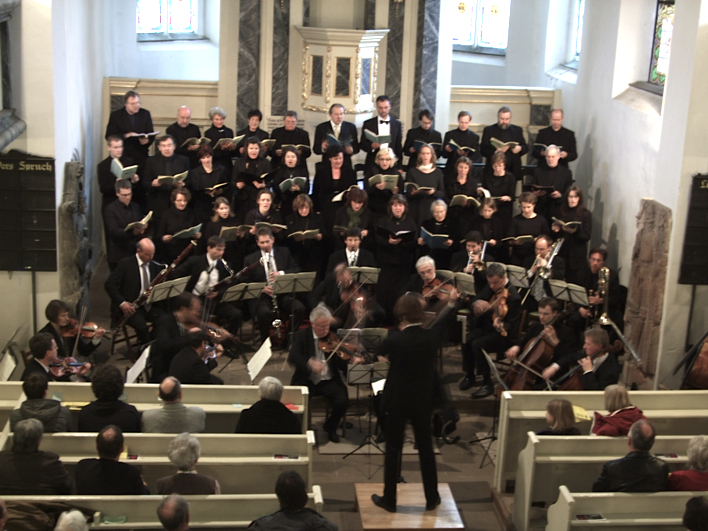
Klassische Musik im Gotteshaus: Das Mozart-Requiem 2010

Zusätzlich zum regen, vielfältigen Leben der Evangelisch-Lutherischen Kirchgemeinde Naunhof ist die Stadtkirche weit über die Region hinaus bekannt als Ort zahlreicher meist kirchenmusikalischer Veranstaltungen. Mit einem vielfältigen Spektrum von Orgelkonzerten, Abendmusiken, der Aufführung großer Oratorien, Chor-, Orchesterkonzerten und Kammermusik in verschiedenen Besetzungen bis hin zu Jazz ist die Naunhofer Stadtkirche seit Jahren ein kulturelles Zentrum der Region. Zu Gast waren in jüngster Zeit etwa der Landesjugendchor Sachsen, der Thomanerchor Leipzig, Nikolaikantor Jürgen Wolf, die Kammerphilharmonie Leipzig, das Westsächsische Symphonieorchester, der Philharmonische Jugendchor Leipzig, Thomaskantor Gotthold Schwarz mit Concerto Vocale und Sächsisches Barockorchester sowie das Trio Bending Times. Auch musizieren in der Stadtkirche die Kantorei und das Collegium Vocale unter Leitung des einstigen Kantors Marcus Friedrich.
Mit Johann Sebastian Bach durch das Kirchenjahr
Im Dezember 2014 begann Espen Melbø, Kantor in Naunhof von Januar 2012 bis Februar 2017, in der Orgel-Konzertreihe Mit Johann Sebastian Bach durch das Kirchenjahr sämtliche Werke dieses Komponisten für die Orgel zu Gehör zu bringen. Die Konzertreihe fand beachtliches Publikumsecho. Auch nach seiner Rückkehr nach Norwegen setzte Melbø dieses Projekt fort und kam mehrmals jährlich für die Orgelkonzerte nach Naunhof. Die Orgelkonzertreihe ging Ende August 2018 erfolgreich zu Ende.

## Kirchgemeinde
Die Stadtkirche Naunhof gehört seit 1. Januar 2021 zum Bereich Naunhof des Kirchspiels Muldental. Die Pfarrstelle der Stadtkirche Naunhof ist mit dem Renteneintritt von Norbert George derzeit vakant. Die Kantorin ist Cornelia Schneider.

## Pfarrer seit 1522
| - 1522 – Ratz, Heinrich - 1533 – Rosenbach, Julius - 1535 – Scheerbaum, Kilian - 1541 – Umlauf, Vincenz - 1562 – Gärtner, Burkhard - 1581 – Schemmel, Martin - 1592 – Franke, Georg - 1597 – Stiller, Johannes - 1605 – Schlegel, Johann - 1629 – Schuster, Christian - 1629 – Arras, Valentin - 1633 – Hauck, Kaspar - 1634 – Otto, Johann - 1638 – Reumann, Sebastian - 1665 – Müller, David - 1672 – Salender, Johann Eduard (Eckardt) - 1694 – Schöne, Johann Georg - 1727 – Caspari, Johann David | - 1734 – Ungibauer, Christoph Gottfried - 1759 – Schulze, Christian Friedrich - 1770 – Krug, Elias - 1788 – Grimm, Johann Traugott - 1807 – Riedel, Karl Fürchtegott - 1840 – Riedel, Carl Julius - 1858 – Claus, August Ferdinand Robert - 1866 – Schulze, Moritz Hermann - 1897 – Herbrig, Georg - 1927 – Hahne, Friedrich *Felix - 1931 – Molwitz, Paul *Gerhard - 1934 – Kaluschke, *Hermann Rudolf - 1936 – Heilmann, *Fritz Johannes - 1939 – Lutteroth, Ascan - 1946 – Quosdorf, Friedrich *Ernst - 1954 – Friedrich, Max *Helmut - 1959 – Arendt, Boguslaw - 1989 – Wagner, Volker - 2001 - George, Norbert |

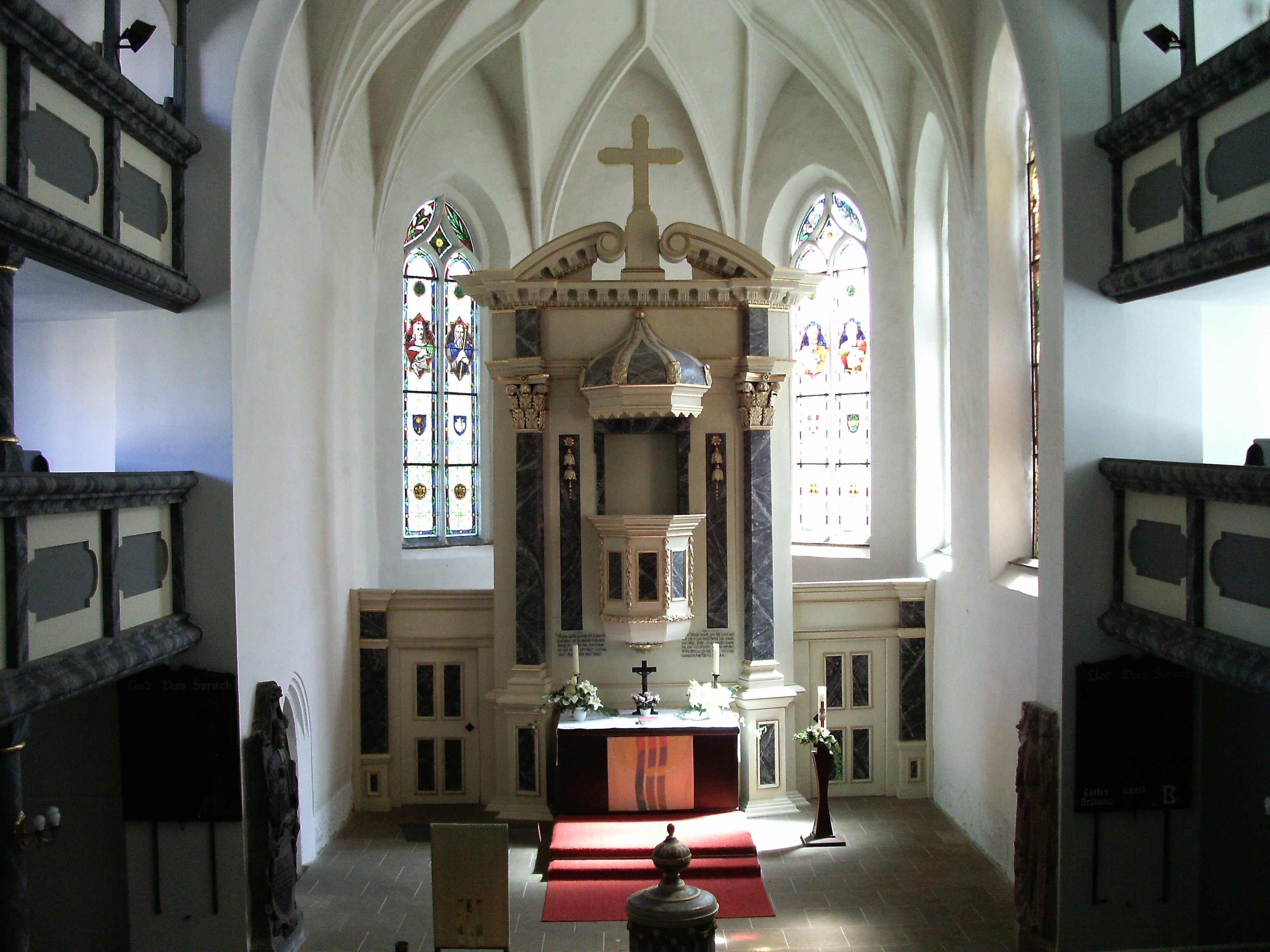
Blick zum Altar von der ersten Empore
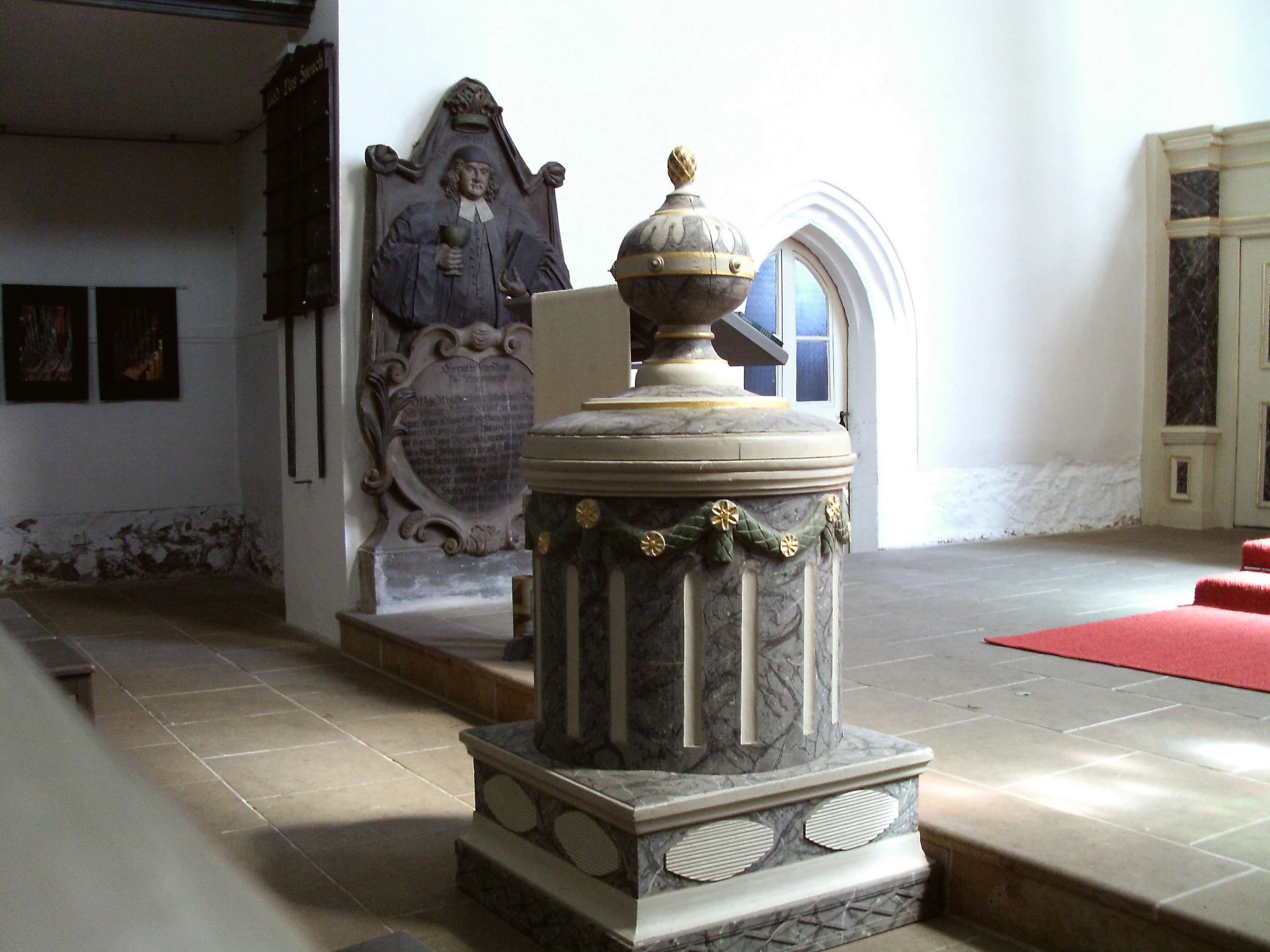
Taufstein und Epitaph am Altarraum
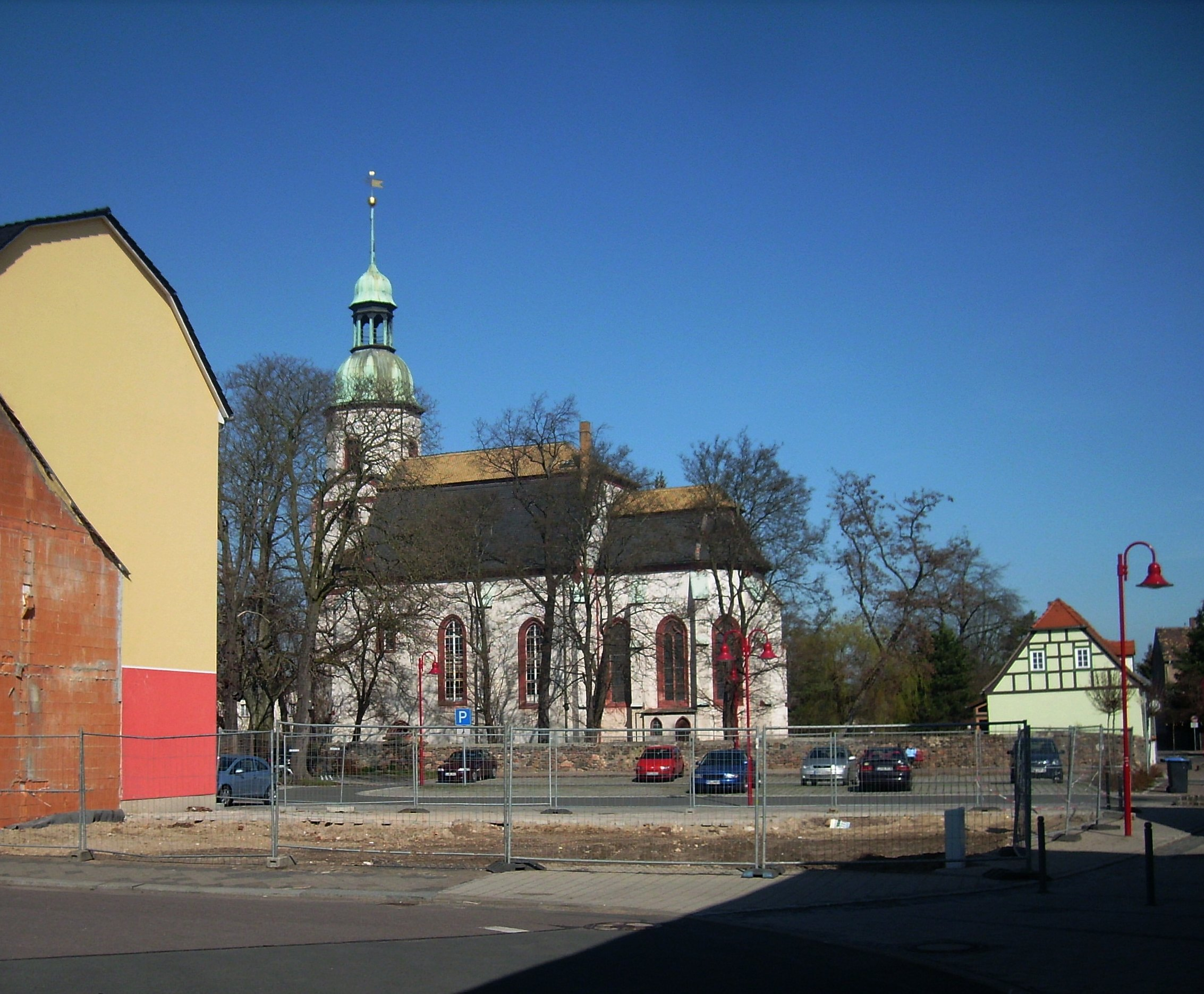
Gesamtansicht der Stadtkirche Naunhof

## Förderverein
Der Förderverein Ladegastorgel Naunhof war maßgeblich an der Organisation und Realisierung von Konzerten in der Kirche Naunhof beteiligt. Gegründet wurde er 2004, um ursprünglich die Restaurierung der Ladegastorgel zu ermöglichen. Dies gelang im September 2011, als das Instrument originalgetreu in die Klangkraft und -qualität von 1882 zurückversetzt wurde. Seitdem ging es dem Verein um die langfristige Förderung der Kirchenmusik in Naunhof.

## Ladegast-Orgel

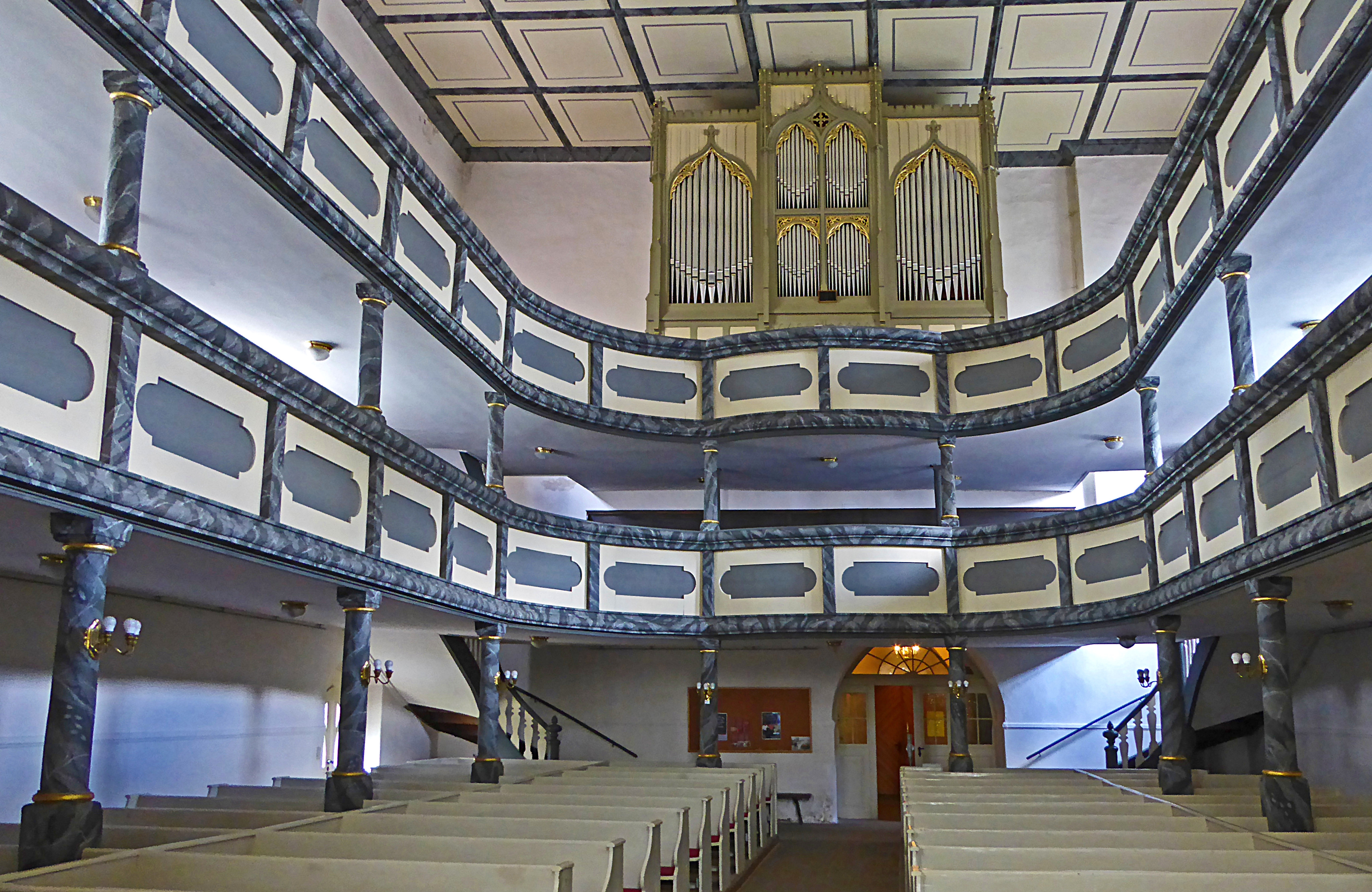
Naunhofer Ladegastorgel und die beiden Emporen der Kirche

1882 erbaute die Firma Friedrich Ladegast (Weißenfels) eine neue zweimanualige Orgel mit 21 Registern. Diese ist damit eine von weltweit nur 200 erhaltenen Instrumenten des berühmten Orgelbaumeisters und eine von drei Orgeln in der Leipziger Region. 1950 erfolgte ein durchgreifender Umbau der Orgel, verbunden mit einer Dispositionsveränderung nach barockem Klangideal, ausgeführt von der Firma Jehmlich Orgelbau (Dresden). Dies veränderte das Ladegastsche Klangbild enorm. 2008 begann die Orgelwerkstatt Wegscheider mit der Restaurierung der Ladegastorgel und der Wiederherstellung der ursprünglichen Disposition von 1882. Dafür gründeten engagierte Naunhofer Bürger einen Förderverein und riefen eine Orgelkommission ins Leben, der auch Gewandhausorganist Michael Schönheit und der damalige Kantor Marcus Friedrich angehörten. Mit Konzerten und Veranstaltungen konnten über Jahre hinweg mehr als 100.000 Euro Spenden zusammengetragen werden. So gastierte bei Benefizkonzerten in der Stadtkirche auch der Thomanerchor Leipzig.
Disposition der Orgel
| I Hauptwerk C–f3 |                |        |
| 1.               | Bordun         | 16′    |
| 2.               | Principal      | 8′     |
| 3.               | Gambe          | 8′     |
| 4.               | Doppelflöte    | 8′     |
| 5.               | Flauto amabile | 8′     |
| 6.               | Principal      | 4′     |
| 7.               | Gemshorn       | 4′     |
| 8.               | Doublette II   | 3′+ 2′ |
| 9.               | Cornett III    |        |
| 10.              | Mixtur III     | 2′     |

| II Oberwerk C–f3 |                  |     |
| 11.              | Gedackt          | 16′ |
| 12.              | Geigenprincipal  | 8′  |
| 13.              | Salicional       | 8′  |
| 14.              | Flauto traverso  | 8′  |
| 15.              | Lieblich Gedackt | 8′  |
| 16.              | Flauto minor     | 4′  |
| 17.              | Gedackt          | 4′  |

| Pedal C–d1 |              |     |
| 18.        | Subbaß       | 16′ |
| 19.        | Violonbass   | 16′ |
| 20.        | Octavbass    | 8′  |
| 21.        | Bassflöte    | 8′  |
| 22.        | Posaunenbass | 16′ |

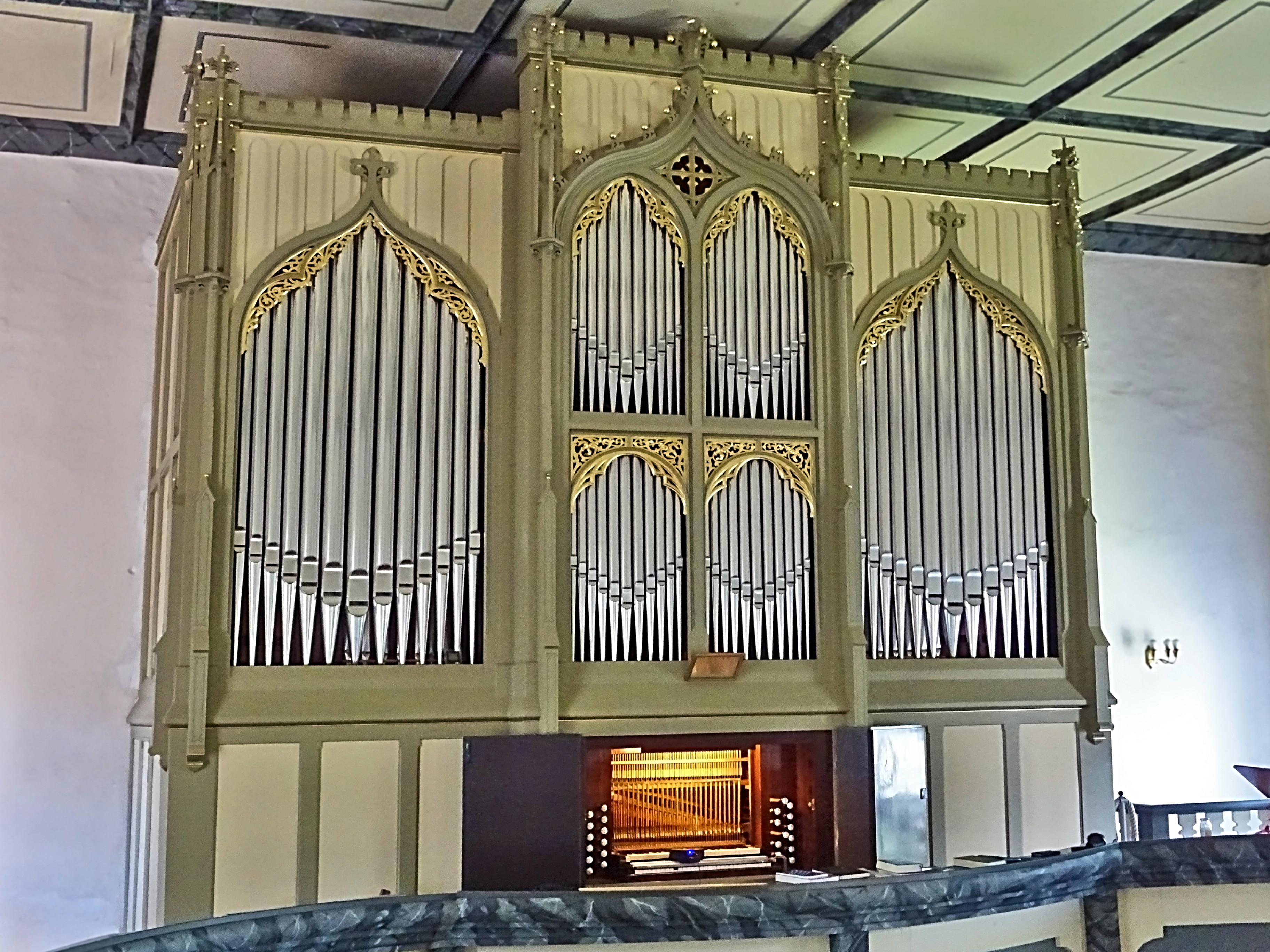
Orgelprospekt

- Koppeln: Manualcoppel, Pedalcoppel

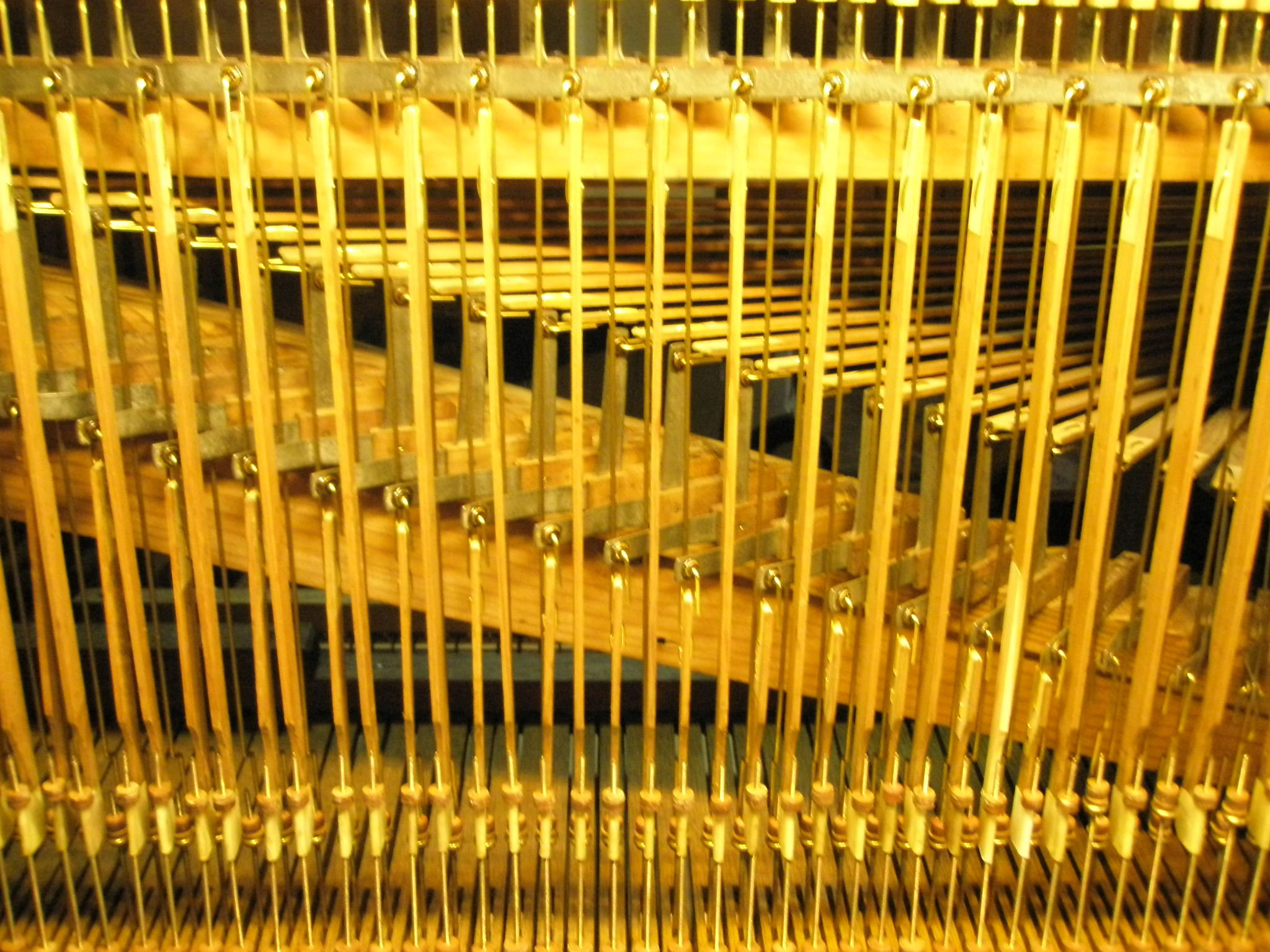
Überarbeitete Mechanik
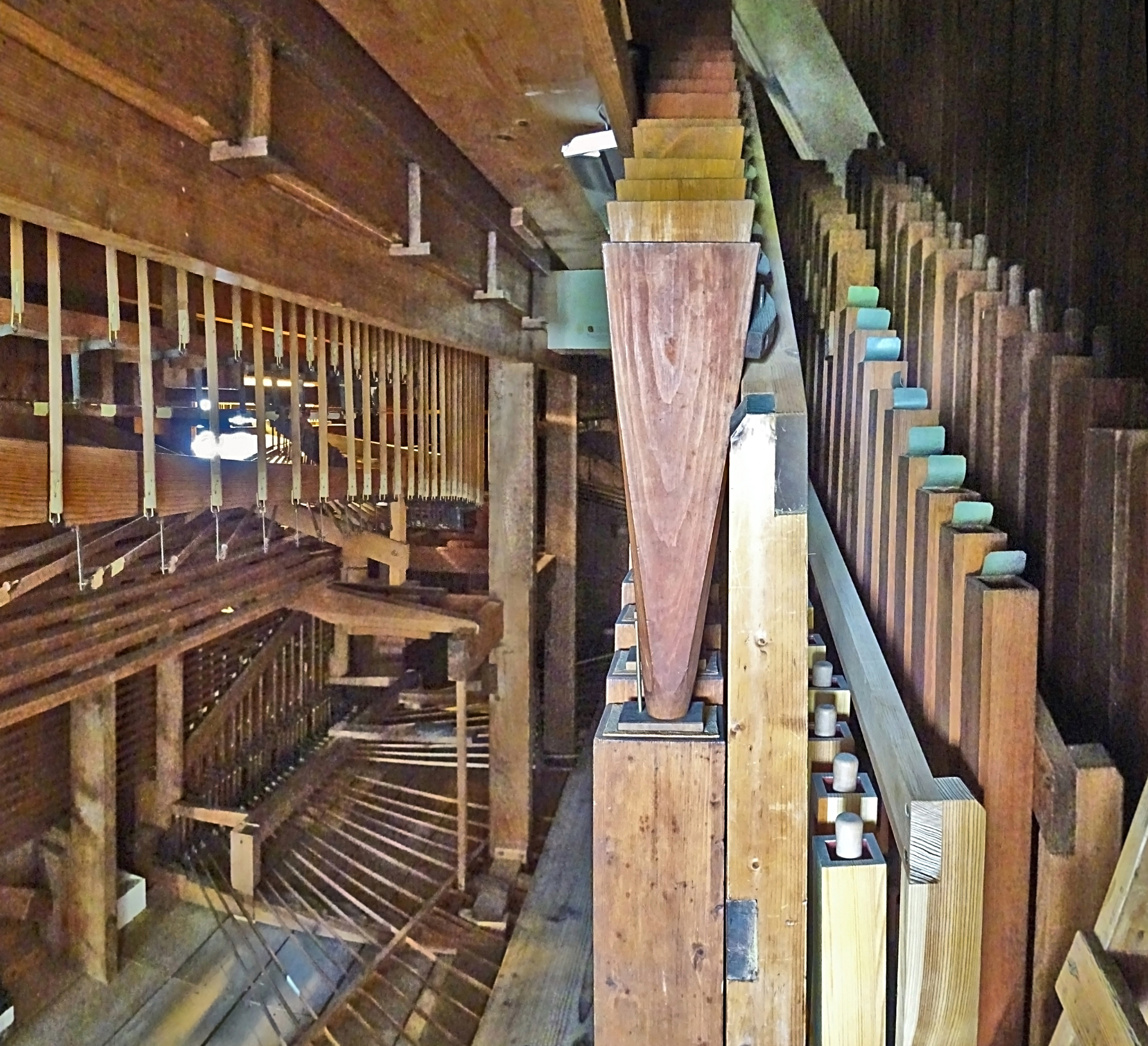
Das Orgelwerk
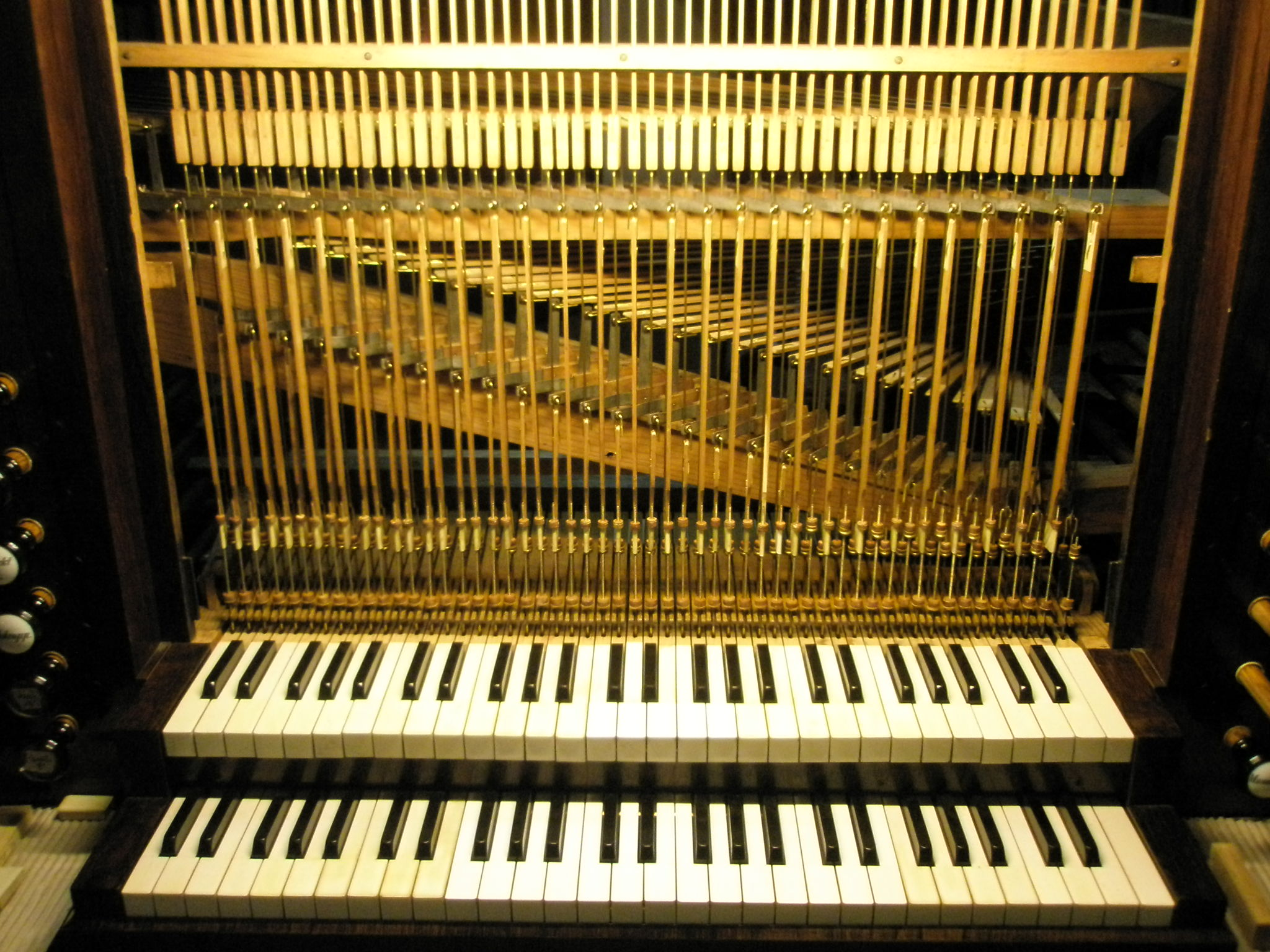
Restaurierter Spieltisch

## Glocken
Das Geläut besteht aus drei Glocken: zwei Bronze-Glocken – die eine aus dem Jahr 1717 mit dem Ton e′, gegossen von Johann Christian Fischer, die andere aus dem Jahr 1798 mit dem Ton a′, gegossen von der Glockengießer-Familie Ulrich aus Apolda – sowie eine Eisenhartguss-Glocke mit dem Ton h′ aus dem Jahr 1957, gegossen von Schilling & Lattermann.

## Varia
- Der Komponist und langjährige Thomaskantor Georg Christoph Biller hat im „Naunhofer Choralbuch“[17] acht seiner Kompositionen veröffentlicht (Biller-Werk-Verzeichnis BiWV 16; ISMN M-50106-015-3) – auf der Titelseite ist die Stadtkirche Naunhof abgebildet.[18] Von Juli 1990 bis Juli 1992 war Georg Christoph Biller interimistischer Kantor an der Stadtkirche Naunhof.[19]

## Siehe auch

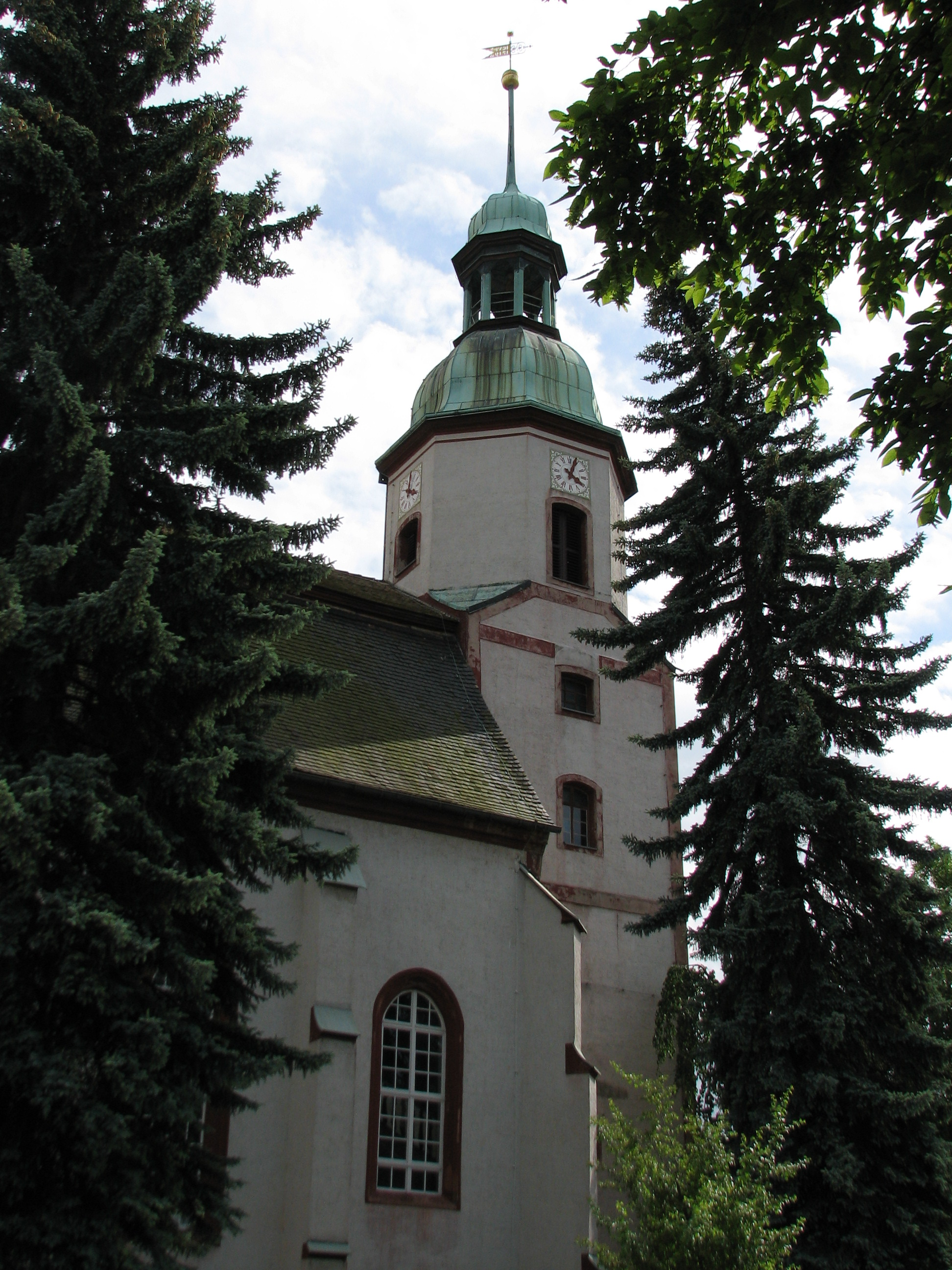
Kirchturm und vorderes Kirchenschiff
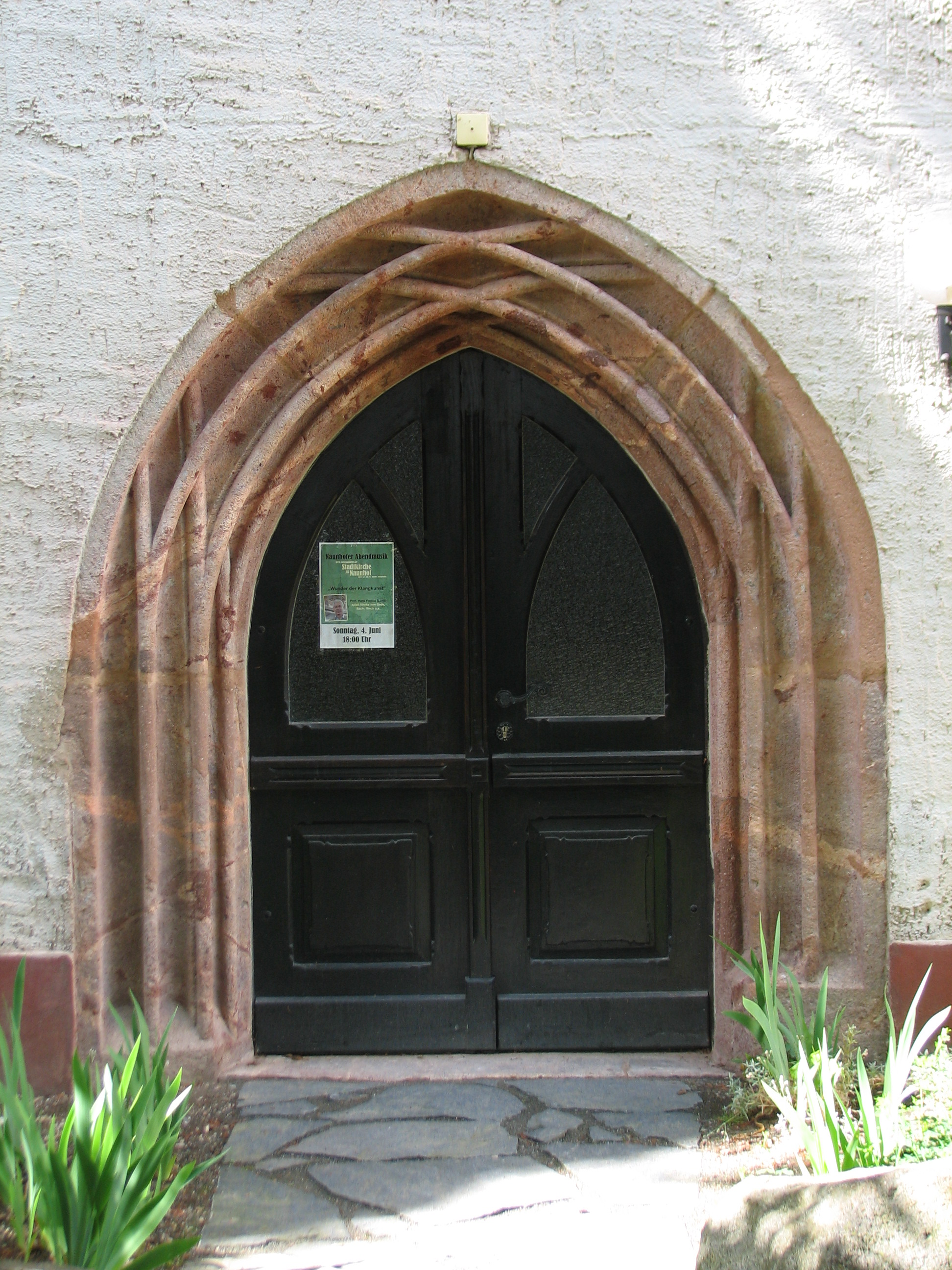
Seitenportal
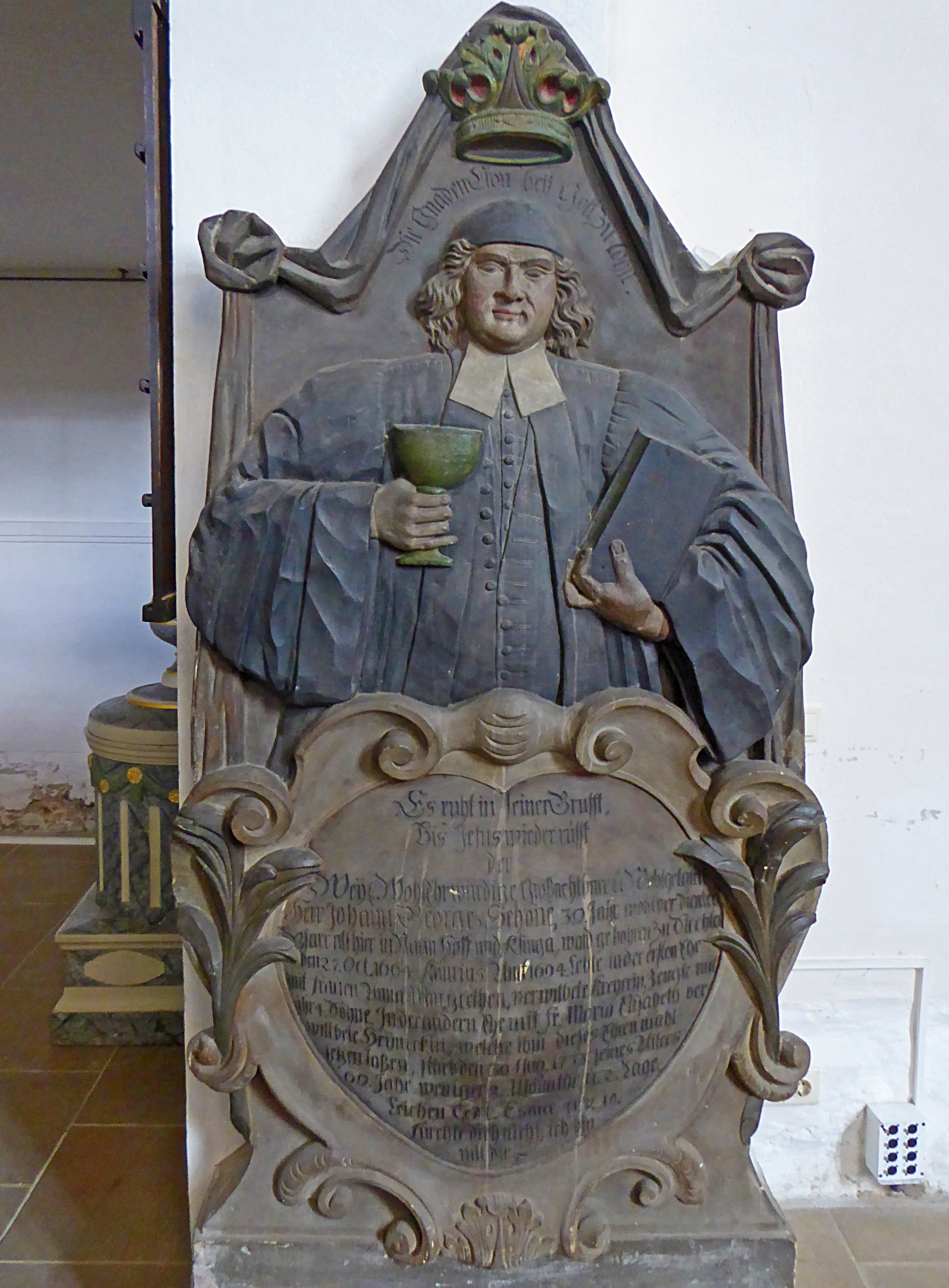
Epitaph für Pastor Johann George Schöne (1733)
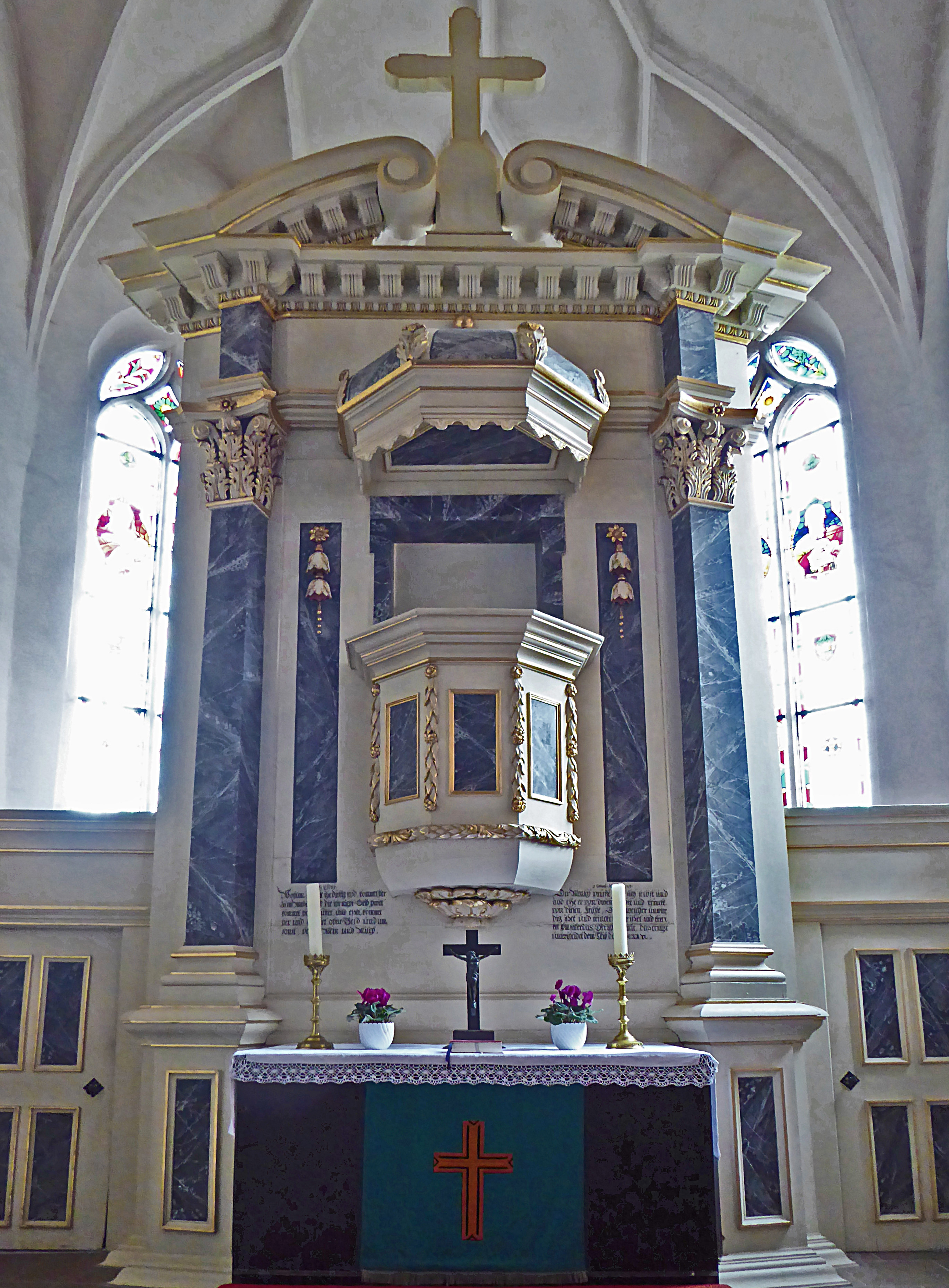
Kanzelaltar